# Association des professionnels soudanais
L'Association des professionnels soudanais, en anglais : Sudanese Professionals Association (SPA) est un syndicat créé clandestinement en 2012, lors de la contestation au Soudan en 2010-2013. Il est la structure principale lors des Manifestations soudanaises de 2018-2019.

## Histoire
Elle milite en premier lieu contre le coût de la vie et les mesures d'austérité prises par Omar el-Béchir sous la pression du Fonds monétaire international, mais s'oriente ensuite également vers la revendication démocratique. 
Elle participe à ce titre au renversement d'Omar el-Béchir le 11 avril 2019, et devient ensuite la principale force civile lors des négociations entre le Conseil militaire et représentants civils lors de la transition démocratique qui suit. Elle demande notamment la dissolution du Congrès national et des procès contre ses dirigeants.
Ses principaux leaders sont, selon Africanews, Mohamed Youssef Ahmed Moustafa, un professeur à l’Université de Khartoum, et Mohamed Naji, un médecin arrêté peu après les premières manifestations le 19 décembre.

## Organisations affiliées
Cette association regroupe huit corps de métier, et est essentiellement composée d'avocats, de médecins, d'ingénieurs, d'universitaires et d'enseignants du secondaire,. Il s'agit selon Le Monde de « la classe moyenne éduquée ».
Elle regroupe les organisations suivantes :
- Comité des enseignants
- Comité central des médecins soudanais
- Association démocratique des avocats
- Réseau des journalistes soudanais
- Association démocratique des vétérinaires
- Association des professeurs d’université
- Union des médecins soudanais (« légitime »)
- Comité pour la restauration du syndicat des ingénieurs
- Comité central des pharmaciens
- Association des ingénieurs soudanais
- Association des artistes plasticiens soudanais
- Association des spécialistes de la production animale
- Association des gestionnaires de la santé
- Comité central des laboratoires médicaux
- Assemblée professionnelle des pharmaciens